# Command & Conquer 3: Kane’s Wrath
Command & Conquer 3: Kane’s Wrath (подзаголовок с англ. — «Гнев Кейна», в русской локализации использован подзаголовок «Ярость Кейна») — дополнение к компьютерной игре Command & Conquer 3: Tiberium Wars в жанре стратегия в реальном времени, разработанная EA Los Angeles и изданная Electronic Arts. Игра выпущена 24 марта 2008 для США, 28 марта для Европы и всего мира, 31 марта для РФ для платформы Windows. Версия для Xbox 360 вышла 23 июня 2008 года.
Сюжетная кампания разворачивается между концом Tiberian Sun и началом Tiberium Wars. Она вращается вокруг кажущегося бессмертным лидера Братства НОД — Кейна, и рассказывает о его восхождении к власти после того, как он едва избежал смерти в 2031 году, закончившись тем, что Кейн в 2052 году вновь получил артефакт Тацита из Tiberian Sun.

## Геймплей
Kane’s Wrath включает в себя «рискованный» игровой режим под названием «глобальное завоевание», где игроки строят и контролируют свои силы со стратегического, глобального уровня с целью либо уничтожения всех врагов, либо завершения альтернативной цели — победы своей стороны. Вместо традиционного игрового процесса Command & Conquer RTS — в этом режиме используется пошаговая система, в которой игрок отдает приказы более высокого уровня, такие как «построить базу здесь» или «обновить эту базу» (чтобы компьютер автоматически выполнил несколько обновлений структуры на базе); приказы исполняются в конце хода, а затем их получают другие стороны. Бой в этом режиме происходит всякий раз, когда две противоборствующие силы сталкиваются на карте мира. Битва может либо воспроизводиться традиционно (как стандартная игра в реальном времени), либо автоматически разрешаться компьютером с использованием относительной силы.

### Kane’s Challenge mode (Xbox 360)
Kane’s Challenge является эксклюзивным для Xbox 360 версии Kane’s Wrath, заменяя режим Global Conquest. Подобно игре General’s Challenge в Command & Conquer: Generals – Zero Hour, игрок выбирает одну из девяти фракций и противостоит всем армиям, охватывающим десять задач, в игре этот режим называется «Перчатка». Также в этот игровой режим включены совершенно новые видеопоследовательности высокой четкости с участием Джозефа Д. Кукана в роли Кейна, поздравляющего или дразнящего игроков по мере их продвижения в вызове Кейна.

## Сюжет

### Первый акт: Воссоединение
2034 год. Кейн входит в бункер глубоко под землёй, почти полностью исцелённый кроме лица (он всё ещё носит маску из второй части). Он приказывает едва функционирующему ЛЕГИОНу начать восстание в Рио-де-Жанейро, уничтожая местное отделение ГСБ и Нодов-предателей. После успешного выполнения задания, Кейн рассказывает системе о своём плане воссоединения отделившихся фракций Нода. Так как раскрывать себя миру слишком рискованно, Кейн выбирает брата Маркиона, лидера «новой» Чёрной руки, изъявлять свою волю Братству. Игрок затем должен уничтожить базу Маркиона и схватить его. Представ перед Кейном (уже без маски и полностью здоровый), Маркион вынужден вернуться на его сторону. Кейн затем приказывает уничтожить лаборатории ГСБ по исследованию жидкого тиберия в Австралии, что вызовет экологическую катастрофу на континенте, превратив его в Красную Зону. Это заставит объединиться остальные фракции Нод. Командующему он говорит «Время спать… и видеть… сны», после чего экран плавно затухает, что изображает отключение ЛЕГИОНа.

### Второй акт: Восстание Кейна
2046 год. Действие происходит до и во время событий Tiberium Wars. Игрок просыпается в образе суперкомпьютера, подобного «CABAL». Кейн начинает готовиться к уничтожению космической станции «Филадельфия», приказывая игроку (ЛЕГИОНу) выкрасть планы для сети орбитальных ионных пушек. Понимая что уничтожение «Филадельфии» обезглавит ГСБ, Кейн решает сделать Редмонда Бойла своей пешкой, чтобы заставить его нанести удар сверхоружием — орбитальным спутником-ионной пушкой — по Храму Нод в Сараево, что вызовет цепную реакцию тиберия по всей планете и тем самым привлечёт инопланетных «гостей» — Скриннов.
Игрок получает приказ схватить доктора Жиро, что объясняет его отсутствие в C&C3. Тем временем, аббатиса Алекса Ковач решает обвинить генерала Киллиан Катар в предательстве и приказывает игроку помочь напасть на главный храм Нод в Сараево, притворяясь воином генерала Катар и похитить документацию проекта «Ионный Щит» для её передачи верховному командованию ГСБ — план срабатывает и впоследствии генерала Катар казнят по приказу Кейна. Ковач раскрывает свои опасения и страхи по поводу ЛЕГИОНа и его соединения с Тацитом, рассказав игроку, что киборги «Computer Assisted Biologically Augmented Lifeform» ((с англ. — «Компьютерная биологически дополненная форма жизни» — CABAL) в русской локализации — «Сверхинтеллектуальная новейшая организационная доктрина» — СИНОД) погубили её семью и очень беспокоится, ведь ЛЕГИОН был создан на основе той же технологии, что и «CABAL».
ЛЕГИОН захватывает Тацит в Китае, когда неожиданно появляются Скринны. Они гонятся за своим артефактом, но заполучить его им не удаётся.
Во время исполнения задания для Кейна по извлечению Тацита, поддавшаяся страху Ковач заражает ЛЕГИОНа мощным компьютерным вирусом, опасаясь, что он взбунтуется после соединения с Тацитом. Вирус разрушает системы ЛЕГИОНа и предупреждённый об опасности Кейн со своими людьми хватает взбунтовавшуюся аббатису. Выясняя отношения с предательницей, Кейн в ужасе узнаёт, что именно Ковач атаковала главный храм под видом генерала Катар, из-за чего Киллиан была казнена за преступление, которого не совершала. Кейн приказывает увести Алексу на допрос, но та выхватывает пистолет у одного из охранников и, выкрикнув девиз Нод «Peace through power» (с англ. — «Мир через силу!»), убивает себя, и экран гаснет.

### Третий акт: Возрождение
2052 год. ЛЕГИОН пробуждается после Третьей Тибериевой Войны, и Кейн приказывает ему вернуть Тацит, так как изучение этого устройства в руках ГСБ привело к тому, что Тацит стал нестабильным. Кейну необходим Тацит для его грандиозного плана, поэтому он сперва приказывает ЛЕГИОНу пробудить «Избранных Кейна», фракцию киборгов под прямым контролем ЛЕГИОНа, пребывавшую в долгом сне в подземных бункерах Красных Зон в России и Юго-Восточной Азии со времени окончания Второй Тибериевой, ожидая того, кто даст им жизнь и цель.
После успешной реактивации, Кейн посылает игрока забрать Тацит из лаборатории ГСБ в Скалистых горах. После успешного извлечения артефакта, Кейн подключает Тацит к ЛЕГИОНу. Исполняется пророчество Кейна: «Один путь — одна цель», и этот ИИ получает массивный объём знаний, после чего нам показывают ролик, в котором в конце появляется надпись на языке скринов: «Межпространственный портал активирован».

## Отзывы и критика
| Сводный рейтинг       | Сводный рейтинг             |
| Агрегатор             | Оценка                      |
| --------------------- | --------------------------- |
| GameRankings          | 76,91 % (ПК) 75,44 % (X360) |
| Metacritic            | PC: 77/100 X360: 75/100     |
| Иноязычные издания    |                             |
| Издание               | Оценка                      |
| 1UP.com               | 9,1/10                      |
| Eurogamer             | 7/10                        |
| GamePro               | 4,5/5                       |
| GameRevolution        | [ 12 ]                      |
| GameSpot              | 7,5/10                      |
| GameSpy               | 3/5                         |
| GameStar              | 8,5/10                      |
| IGN                   | 7,9/10 (PC) 7,9/10 (X360)   |
| Русскоязычные издания |                             |
| Издание               | Оценка                      |
| 3DNews                | 8,5/10                      |
| Absolute Games        | 6,8/10                      |
| Gameplay              | 4/5                         |
| Gametech              | 10/10                       |
| «PC Игры»             | 7/10                        |
| StopGame.ru           | 8/10                        |
| «Игромания»           | 7/10                        |
| «ЛКИ»                 | 9/10                        |
| «Мир фантастики»      | 7/10                        |
| «Страна игр»          | 7,5/10                      |

Command & Conquer 3: Kane’s Wrath получила взвешенные оценки от рецензентов на агрегаторе Metacritic — 77/100 для версии PC, и 75/100 для версии Xbox 360. Большинство рецензентов осталось довольна игрой, так как разработчики сохранили всю ту динамику и стиль прошлых частей игры. Джейсон О’Кампо в своей рецензии для IGN очень понравилась игра, он похвалил всю механику игры, кампанию и нововведения: «Замените 3D-внешний вид на 2D-графику и замените HD-видео с высоким разрешением на видео более низкого качества, и игровой процесс будет практически неотличим от своего первоначального прародителя более 15 лет назад…[…]…В конечном счете, гнев Кейна-это то, что понравится поклонникам старой школы RTS и закоренелым ветеранам C&C. Здесь достаточно места, чтобы занять их надолго.». Кевин Ванорд в рецензии для GameSpot хвалил добавление новых подфракций и юнитов для них, заявив что это очень хорошо разбавит и так быстрый геймплей и добавит больше зрелищности. Раскритиковал он новый режим, заявив что это скучно, а также подверг критике одностороннюю кампанию.
Джеффри Хант из GameRevolution раскритиковал игру, что она не исправила никакие грехи и баги Command & Conquer 3: Tiberium Wars, раскритиковал АИ юнитов: «Аи для ваших подразделений все ещё туп, как мешок с камнями, и требует от вас микроуправления каждым дюймом поля боя», экономику и отдельные элементы геймплея в целом. Подводя итог он резюмировал: «В целом, гнев Кейна ощущается как заключительный опус к „старым добрым временам“ PC RTS. Это хорошая сплошная забава для хардкорного фаната RTS»
Российская пресса тоже осталась довольна игрой, выставив высокие оценки игре. Так Казанцеву Олегу понравилось добавление подфракций и новых юнитов, что расширит применение новых тактик. Раскритиковал он глобальный режим «Завоевание», заявив, что режим является скучным и сводится к двум понятиям — «штурм базы» и «встреча войск двух фракций», и также подверг критике кампанию, сказав что именно она является слабым местом игры: и вроде бы она не такая длинная, но только под конец она начинает интриговать, но отдал дань уважения игре актёра Джо Кукана в роли Кейна. Антон Логвинов для Игромании похвалил АИ но в то же время раскритиковал его: пока игрок не отстроит свою базу и не защитит по всем сторонам, АИ противника будет пытаться атаковать и активно находить дыры в обороне. Как только игрок защищает свою базу и переходит в нападение, АИ прекращает активность и сводит её к минимуму. Одиночную кампанию раскритиковал ещё больше — он средних кат-сцен с плохой игрой актёров (за исключением Кукана), до дизайна уровней и звукового сопровождения. Так же в кампании он подверг критике сценарий, который бросается из крайности в крайность, не давай полноценной картины происходящего. Под конец он вынес вердикт: «В общем, диагноз простой — C&C, каким мы его знали, больше нет..[…]…Если же сравнивать Kane’s Wrath и Tiberium Wars, то всё равно наблюдается снижение качества…[…]… Фактически единственными светлыми пятнами во всём этом безобразии являются субфракции и новые карты для мультиплеера». Михаил Хромов также раскритиковал сюжетную составляющую игры, сказав что в ней слишком много огрехов и не точностей, и что светлым моментом в компании было тестирование новых образцов техники. В итоге он написал, что игра проста и бесхитростна, много новых мультиплеерных карт, короткая кампания и новые юниты привлекут только старых фанов, а новых оставят за бортом. Островерхов Роман из Мира Фантастики очень хорошо подметил — что Kane’s Wrath это хорошо забытое старое, старое которое было в Zero Hour — дробление основных фракций на подфракции и дополнение их новой техникой, и все это видно невооруженным глазом.

## Продолжение
Многие фанаты и рецензенты Kane’s Wrath надеялись на продолжение игры, думая что будет следующий аддон, но этого не случилось, так как EA анонсировала 8 июля 2009 года новую часть серии. События игры развернутся спустя 15 лет после событий Kane’s Wrath, где Кейн объединится с ГСБ для предотвращения распространения тиберия по всей Земле и гибели цивилизации.